# Operazione MD 3
Operazione MD 3 fu il nome in codice di una missione di bombardamento navale intrapresa dalla Mediterranean Fleet della Royal Navy il 21 aprile 1941 ai danni del porto di Tripoli nella Libia italiana, nell'ambito dei più vasti eventi della battaglia del Mediterraneo della seconda guerra mondiale.
Lo scalo di Tripoli rappresentava un punto fondamentale del sistema logistico che sosteneva le truppe dell'Asse in Libia, e la sua neutralizzazione rivestiva una particolare importanza per gli Alleati, in particolare dopo una riuscita controffensiva delle forze italo-tedesche in Cirenaica ai primi di aprile 1941. Benché il comandante della Mediterranean Fleet, l'ammiraglio Andrew Cunningham, reputasse estremamente pericoloso tentare attacchi dal mare a Tripoli stante la minaccia rappresentata dalle forze aeree dell'Asse, l'Ammiragliato a Londra gli impose di mettere in atto energiche misure per bloccare il porto, se necessario autoaffondando alla sua imboccatura una delle preziose navi da battaglia della flotta; alla fine, come male minore, Cunningham propose di intraprendere un massiccio bombardamento navale da parte della sua flotta.
L'azione fu quindi messa in atto nelle prime ore del 21 aprile, in combinazione con un attacco aereo. Il bombardamento colse completamente di sorpresa le forze dell'Asse, e le unità di Cunningham, con gran stupore dell'ammiraglio stesso, poterono rientrare alla base praticamente senza danni. L'azione comunque fallì nell'infliggere danni significativi al nemico: due mercantili furono affondati nella rada di Tripoli e vari proiettili piovvero sulla città causando danni e vittime tra la popolazione civile, ma le strutture portuali furono solo leggermente danneggiate e poterono riprendere quasi subito le attività.

## Antefatti
Alla fine del marzo 1941 le forze dell'Asse nel teatro di guerra nordafricano sferrarono una controffensiva (operazione Girasole) in direzione della Cirenaica, regione interamente caduta in mano agli Alleati al termine dell'operazione Compass nel febbraio precedente. I reparti corazzati dell'appena sopraggiunto Deutsches Afrikakorps guidarono l'azione, cogliendo di sorpresa le forze britanniche stanziate in Cirenaica: aggirati sul fianco dagli agili reparti meccanizzati tedeschi, entro il 13 aprile i britannici dovettero sgombrare l'intera regione e riportare la linea del fronte all'altezza del confine tra la Libia italiana e l'Egitto, lasciandosi dietro solo una guarnigione asserragliata all'interno dello strategico porto di Tobruch, subito posto sotto assedio dai reparti italo-tedeschi.
La comparsa delle forze tedesche in Nordafrica e la perdita della Cirenaica scatenarono un certo panico tra gli alti comandi britannici nel teatro del mar Mediterraneo. Se le forze dell'Asse avessero continuato ad avanzare, penetrando in Egitto e raggiungendo la posizione di Marsa Matruh, avrebbero potuto allestire basi aeree da cui lanciare attacchi di bombardieri scortati da caccia contro Alessandria d'Egitto, principale base navale britannica nel Mediterraneo orientale; questo avrebbe obbligato la Mediterranean Fleet della Royal Navy a lasciare Alessandria, minando alla base il sostegno a tutte le posizioni britanniche nel teatro del Mediterraneo. L'alto comando britannico a Londra iniziò quindi a fare pressione sul comandante della Mediterranean Fleet, l'ammiraglio Andrew Cunningham, perché dedicasse la massima attenzione all'interruzione dei collegamenti navali tra l'Italia e la Libia, in modo da bloccare ulteriori avanzate in Egitto delle forze italo-tedesche facendo mancare loro i rifornimenti essenziali per attuarle. L'attacco diretto ai convogli navali dell'Asse si era tuttavia rivelato problematico: sommergibili e aerei britannici dislocati nella base avanzata di Malta avevano ottenuto risultati miseri, mentre in dieci mesi di operazioni solo una volta le navi di superficie della Mediterranean Fleet avevano intercettato e distrutto un convoglio nemico. Una strategia che poteva risultare più efficace apparve invece il puntare alla distruzione degli scali dove questi convogli erano diretti; in particolare perché, stante il controllo britannico su Tobruch e i danni inflitti dai britannici dagli altri porti della Cirenaica prima del loro abbandono, i rifornimenti dell'Asse dovevano essere convogliati principalmente su un unico scalo, quello di Tripoli in Tripolitania.
Già il 4 aprile 1941 l'Ammiragliato di Londra aveva proposto l'idea di neutralizzare Tripoli tramite un pesante bombardamento da parte delle navi da battaglia della Mediterranean Fleet; all'azione si sarebbe aggiunto l'autoaffondamento all'imboccatura del porto dello scafo dell'anziana corazzata HMS Centurion, radiata dal servizio attivo e impiegata come nave-bersaglio per le esercitazioni di tiro, in modo da imbottigliare lo scalo e renderlo a lungo inutilizzabile per l'approdo dei convogli di rifornimento. Cunningham si disse scettico sulla riuscita di simili piani: l'ammiraglio non era convinto del fatto che le sue navi da battaglia potessero arrecare danni duraturi al porto con un bombardamento navale, e portare la sua flotta da Alessandria fino a Tripoli l'avrebbe certamente esposta per un lungo tratto agli attacchi aerei delle forze dell'Asse, divenuti ora una minaccia significativa dopo l'arrivo nel Mediterraneo di consistenti reparti della Luftwaffe tedesca. L'imbottigliamento del porto tramite l'autoaffondamento di un'unità di grosso tonnellaggio dava garanzie di un risultato migliore e duraturo rispetto al bombardamento, ma la Centurion era in quel momento ancora in Gran Bretagna ed era capace di spostarsi a una velocità parecchio ridotta: sarebbero occorsi diversi giorni solo per portarla nel Mediterraneo, e durante il trasferimento a Malta o da Malta a Tripoli la nave sarebbe stata un bersaglio facile per gli aerei dell'Asse. Per neutralizzare Tripoli, Cunningham favoriva invece la conduzione di una campagna di periodici attacchi dall'aria tramite l'impiego di velivoli da bombardamento; la perdita delle basi aeree in Cirenaica poneva però ora Tripoli fuori dal raggio d'azione dei bombardieri medi di stanza in Egitto, mentre l'invio di bombardieri a lungo raggio nel Mediterraneo venne giudicato come non fattibile stante gli impegni della Royal Air Force su altri fronti.
Il 15 aprile, su istruzione dello stesso primo ministro britannico Winston Churchill, l'Ammiragliato sottopose a Cunningham un nuovo piano. In ossequio al fatto che il blocco del porto valeva il sacrificio anche di unità da guerra di grande valore, l'Ammiragliato propose di inviare a Tripoli la nave da battaglia HMS Barham (solo di pochi anni più giovane della Centurion, ma ancora impiegata come unità da guerra di prima linea con la Mediterranean Fleet) e un incrociatore della vecchia classe C: le due navi dovevano piazzarsi all'imboccatura del porto e bombardare con i loro cannoni da distanza ravvicinata le strutture a terra in combinazione con attacchi di velivoli dall'aria, per poi autoaffondarsi e ostruire così l'uscita dalla rada. La perdita di unità di prima linea come la Barham era ritenuta comunque dolorosa, ma giustificabile: per l'Ammiragliato, l'imbottigliamento tramite autoaffondamento di grandi unità rimaneva il modo migliore per ostacolare le operazioni di approdo a Tripoli in maniera duratura e, in aggiunta, sparando da distanza più ravvicinata la Barham avrebbe potuto causare molti più danni rispetto a quanto potesse fare una flotta schierata al largo che cannoneggiava il porto a distanza. E perdere sicuramente una nave da battaglia nell'azione, ma conseguendo comunque qualche risultato certo, appariva come più razionale che rischiare danni a tutta la flotta solo per realizzare un bombardamento dall'esito incerto.
Cunningham fu inorridito dall'idea di mettere in atto un simile piano, e la sua risposta all'Ammiragliato fu eloquente. Cunningham non si sottraeva alla necessità di affrontare sacrifici per neutralizzare i convogli dell'Asse, ma solo se tali sacrifici apparivano come giustificati; e perdere la Barham agli occhi dell'ammiraglio non era per nulla giustificato. Piazzare la Barham nel punto giusto per imbottigliare il porto era un'operazione altamente rischiosa, e Cunningham stesso calcolò solo una probabilità su dieci di portarla a termine positivamente. Anche se l'imbottigliamento avesse avuto successo, gli italiani avrebbero potuto aggirare l'ostruzione scaricando le navi al largo e portando il carico a terra con delle chiatte; se necessario, l'Asse poteva poi fare pressione sulla Francia di Vichy perché concedesse l'uso dei porti della Tunisia, vanificando interamente l'operazione. Perdere la Barham, una delle sole tre corazzate in quel momento in servizio con la Mediterranean Fleet, avrebbe obbligato la Royal Navy a trasferire nel Mediterraneo un'altra nave da battaglia per mantenere i rapporti di forza contro la flotta italiana, sottraendo risorse al contrasto delle sortite delle grandi navi tedesche nell'oceano Atlantico. Non era poi da sottovalutare il dato morale: per consentire alla Barham e all'incrociatore di continuare a fare fuoco contro Tripoli fino agli istanti finali dell'autoaffondamento, le due navi dovevano essere dotate di un equipaggio di un migliaio di uomini tra ufficiali e marinai, equipaggio che sarebbe andato interamente perduto visto che Cunningham non riteneva fosse possibile trarlo in salvo al termine dell'azione; perdere così tanti uomini in un'operazione dall'esito finale incerto sarebbe stato un brutto colpo per il morale complessivo degli equipaggi della Mediterranean Fleet. La perdita di una corazzata sarebbe poi stata una vittoria propagandistica di peso per l'Asse e, nelle parole dello stesso Cunningham, avrebbe dato al nemico «la misura di quanto disperata sia, a nostro giudizio, la situazione in Cirenaica». Piuttosto che rischiare tutto ciò, Cunningham decise infine di accettare i pericoli di un'azione più convenzionale: sotto il nome in codice di "operazione MD 3", l'ammiraglio avrebbe quindi impiegato il nucleo centrale della Mediterranean Fleet per bombardare Tripoli dal mare.

## L'operazione

### Mosse preliminari

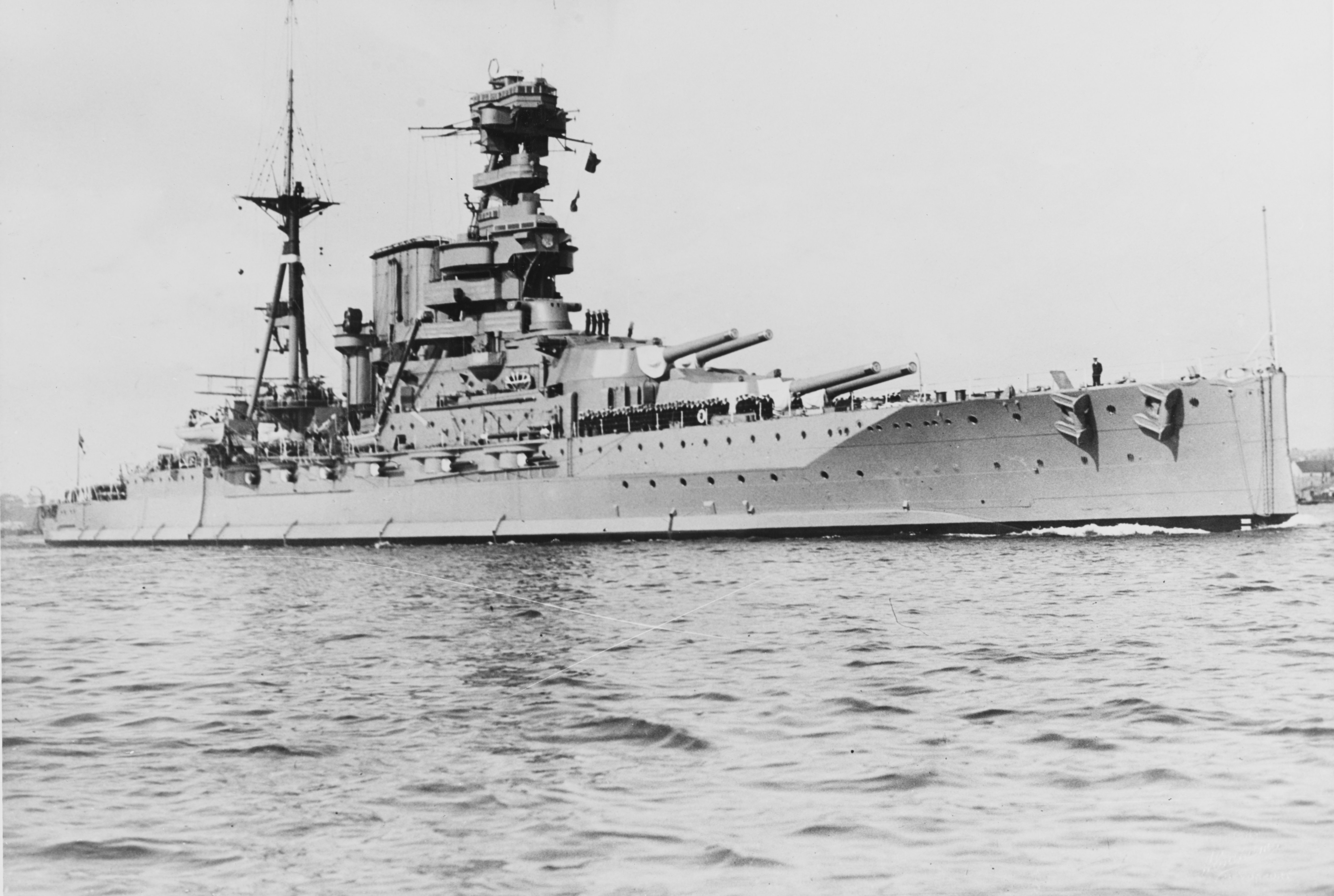
La Barham, l'unità inizialmente prescelta per essere "sacrificata" davanti Tripoli, in una foto degli anni 1930

Alle 07:00 del 18 aprile 1941 Cunningham prese il mare da Alessandria al comando delle navi da battaglia HMS Warspite (nave ammiraglia), HMS Valiant e Barham, della portaerei HMS Formidable, degli incrociatori leggeri HMS Phoebe e HMS Calcutta e dei cacciatorpediniere HMS Juno, HMS Jaguar, HMS Kimberley, HMS Kingston, HMS Griffin, HMS Hereward, HMS Havock ed HMS Encounter; il cacciatorpediniere HMS Defender si riunì alla flotta più tardi in mare aperto dopo essere rimasto attardato durante le operazioni di disormeggio ad Alessandria. Cunningham fece rotta a nord in direzione della Baia di Suda a Creta, dove contava di far rifornire di carburate i suoi cacciatorpediniere e dove doveva recapitare alcuni macchinari necessari alle operazioni di salvataggio dell'incrociatore HMS York, affondato a Suda il precedente 26 marzo in un attacco di sabotatori italiani. La flotta imboccò il canale tra Caso e Creta (a est di quest'ultima) nel corso della notte tra il 18 e il 19 aprile, piegò a ovest e arrivò a Suda a mezzogiorno del 19 aprile, iniziando subito le operazioni di rifornimento; durante il passaggio attraverso il Mare di Creta gli incrociatori Phoebe e Calcutta furono distaccati per unirsi alla scorta di un convoglio salpato dal Pireo.
L'azione contro Tripoli venne combinata con una serie di movimenti navali nel Mediterraneo centrale. Alle 19:35 del 18 aprile la nave da trasporto Breconshire lasciò Alessandria con a bordo un carico di munizioni e carburante destinato alla guarnigione di Malta (operazione MD 2), venendo scortata dall'incrociatore HMAS Perth e dal cacciatorpediniere HMAS Waterhen (entrambi australiani); il Waterhen fu poi sostituito la mattina del 19 aprile dal cacciatorpediniere britannico HMS Hotspur, e quindi inviato ad appoggiare un'incursione anfibia di un gruppo di British Commandos contro il porto di Bardia in Cirenaica prevista per la notte successiva. Alle 15:30 di quel 19 aprile le navi di Cunningham lasciarono Suda con rotta verso ovest, passarono il braccio di mare tra Creta e Cerigo e piegarono quindi verso sud-ovest; aerei da ricognizione dell'Asse rilevarono e segnalarono la partenza della flotta britannica. Poco dopo il tramonto del 19 aprile, infine, salpò da Malta il convoglio ME 7, composto da quattro mercantili scarichi di rientro ad Alessandria con la scorta di quattro cacciatorpediniere (HMS Jervis, HMS Janus, HMS Nubian e HMS Diamond).
Alle 07:30 del 20 aprile Cunningham si ricongiunse a sud-ovest di Cerigo con il piccolo convoglio dell'operazione MD 2; una mezz'ora più tardi, ormai a metà strada tra Malta e Creta, si unì alla flotta una formazione salpata separatamente da Alessandria agli ordini del viceammiraglio Henry Pridham-Wippell, comprendente gli incrociatori leggeri HMS Orion (nave ammiraglia), HMS Ajax e HMS Gloucester e i cacciatorpediniere HMS Hasty ed HMS Hero; alle 12:00 infine si ricongiunsero a Cunningham anche gli incrociatori Phoebe e Calcutta. Alle 12:30 la Mediterranean Fleet entrò in contatto con il convoglio ME 7 salpato da Malta, e Cunningham riorganizzò le sue forze: l'ammiraglio assunse la guida diretta della forza da bombardamento, compredente le tre navi da battaglia, l'incrociatore Gloucester e nove cacciatorpediniere (Jervis, Jaguar, Janus, Juno, Hasty, Havock, Hereward, Hero e Hotspur); Pridham-Wippell assunse invece il comando di una formazione distaccata, comprendente la portaerei Formidable, gli incrociatori Orion, Ajax e Perth e quattro cacciatorpediniere (Griffin, Havock, Kimberley e Kingston), incaricata di appoggiare l'azione rimanendo a distanza. Gli incrociatori Phoebe e Calcutta furono distaccati per scortare i mercantili del ME 7 insieme ai cacciatorpediniere Nubian e Diamond; il ME 7 continuò a dirigere verso est, raggiungendo Alessandria alle 07:00 del 21 aprile senza alcun danno. La Breconshire rimase aggregata alla flotta fino al calare del buio il 20 aprile, poi se ne separò raggiungendo Malta con la scorta del cacciatorpediniere Encounter.
La flotta fu nuovamente avvistata da aerei da ricognizione nemici nella mattinata del 20 aprile, ma non fu ancora fatta oggetto di alcun attacco. Le navi di Cunningham continuarono a dirigere verso ovest nel corso di quel pomeriggio, presentandosi agli occhi dei ricognitori come se fossero una forza di copertura di un convoglio di rifornimenti britannico diretto a Malta; tramontato il sole, le unità britanniche cambiarono rotta e iniziarono a dirigere risolutamente verso sud dalla volta di Tripoli. La forza di copertura di Pridham-Wippell di separò quindi dal resto delle unità di Cunningham alle 21:20, prendendo posizione a circa 60 miglia a nord di Tripoli.

### Il bombardamento

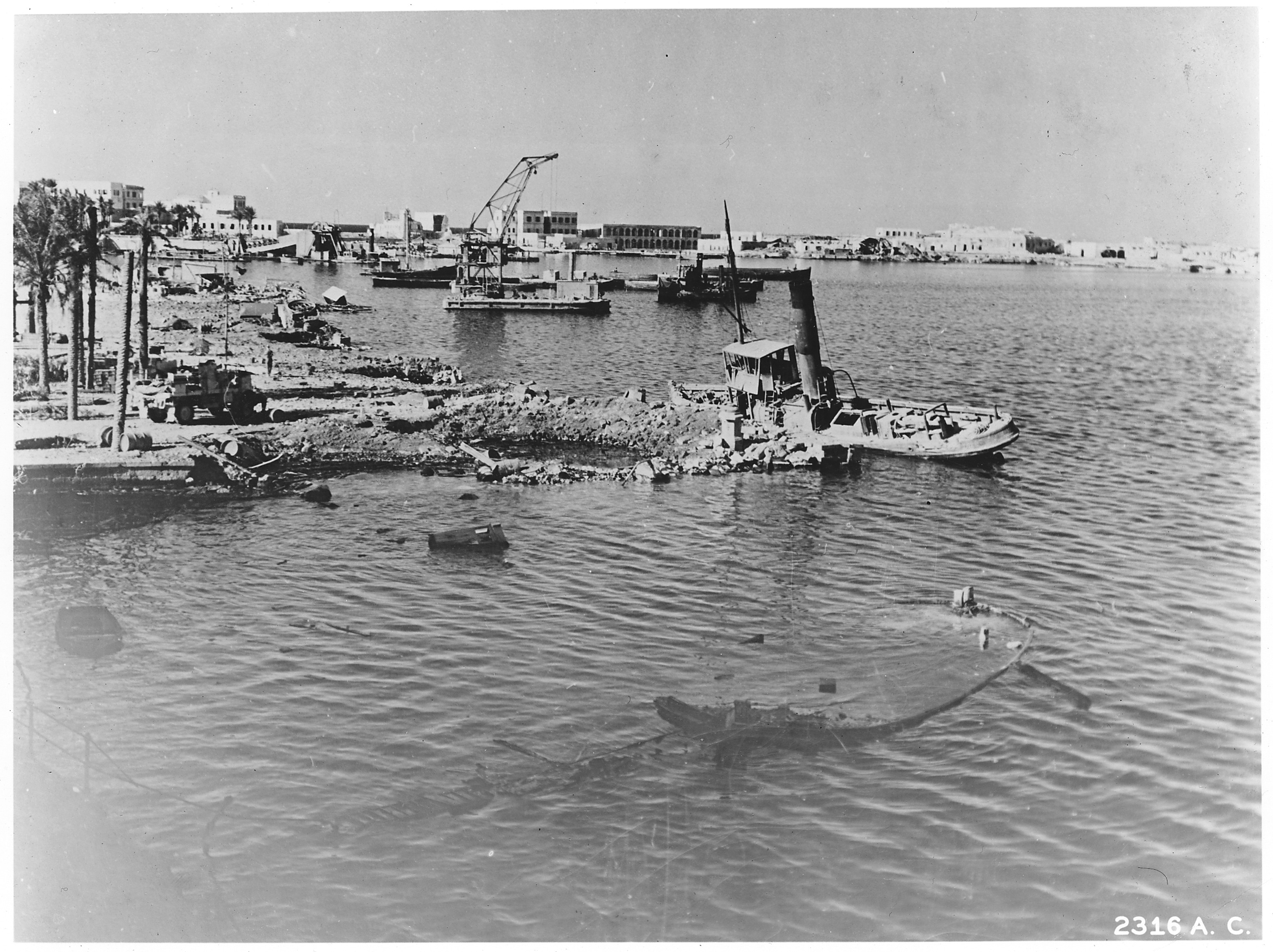
Una veduta del porto di Tripoli nel 1942

Nella notte tra il 20 e il 21 aprile 1941 il porto di Tripoli era piuttosto affollato di unità alla fonda, comprendenti una dozzina di navi da carico di medie e grandi dimensioni e un centinaio di mezzi più piccoli tra dragamine, barconi, rimochiatori e altro. Sei unità da guerra erano in quel momento stazionate nel porto: i tre cacciatorpediniere della XI Squadriglia (Aviere, Camicia Nera e Geniere), reduci dalla scorta di un convoglio portata a termine il giorno prima, e le torpediniere Partenope, Calliope e Orione. La difesa del porto da attacchi dal mare era debole, affidata come era ad appena due batterie di artiglieria costiera del Regio Esercito armate con un totale di otto cannoni da 190 mm, pezzi di origine austro-ungarica preda bellica della prima guerra mondiale.
L'attacco a Tripoli ebbe inizio alle 02:30, con un'incursione di otto bombardieri Vickers Wellington della RAF decollati da Malta seguiti, alle 03:15, da alcuni Fairey Swordfish della Fleet Air Arm, incaricati di sganciare ordigni esplosivi e incendiari; tra le 03:45 e le 04:40 dalla Formidable decollarono sei o nove Fairey Albacore e Fairey Fulmar incaricati di lanciare sul porto bengala per illuminare i bersagli, oltre a tre Swordfish incaricati di dirigere via radio il tiro delle navi da battaglia. L'avvicinamento finale della flotta britannica venne guidato dai segnali luminosi del sommergibile HMS Truant, piazzatosi in emersione circa quattro miglia a nord di Tripoli. Alle 03:45 le navi di Cunningham dirette verso ovest cambiarono rotta, ruotarono attorno al Truant fermo come una boa e procedettero verso est assumendo la formazione per il bombardamento: quattro cacciatorpediniere in testa con i paramine abbassati per spazzare il tragitto da eventuali mine navali italiane, seguiti dalla linea di fila composta da Warspite, Valiant, Barham e Gloucester; due cacciatorpediniere proteggevano il fianco di dritta della formazione e altri tre quello di sinistra.

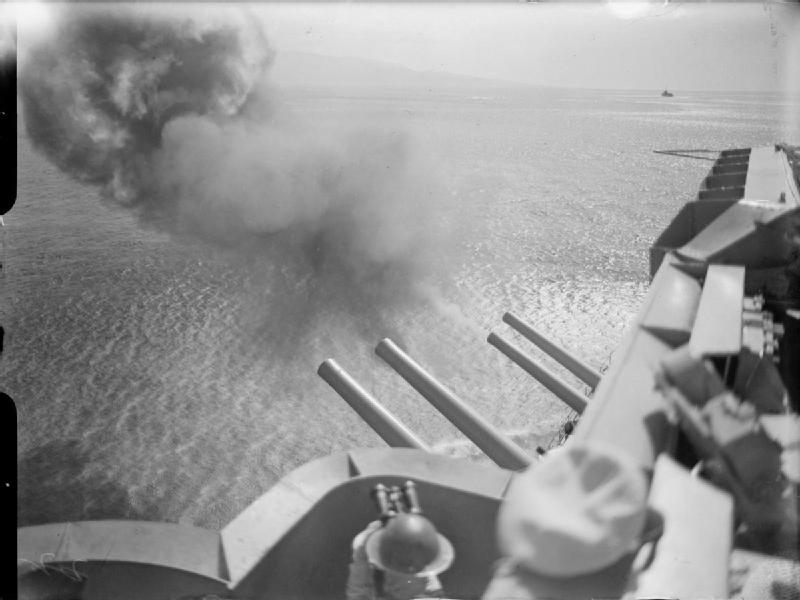
I cannoni prodieri da 381 mm della Warspite durante un'azione di fuoco

Le unità britanniche aprirono il fuoco tra le 04:00 e le 04:10, da un distanza di circa 11340 metri dalla costa (un po' più vicino di quanto previsto inizialmente a causa di un errore di posizionamento del Truant) e facendo uso sia dei pezzi principali che dei cannoni secondari di minor calibro. Gli incendi appiccati dal bombardamento aereo, i bengala sganciati dai velivoli della Formidable e il forte fuoco antiaereo riversato dalle navi italiane in rada verso gli apparecchi britannici illuminavano distintamente il porto di Tripoli, ma una volta che i primi proiettili delle corazzate andarono a segno sollevarono una fitta nuvola di fumo e polvere che rese difficile per gli Swordfish ricognitori (e impossibile per le vedette sulle navi) individuare distintamente il bersaglio; di conseguenza, il tiro britannico si rivelò inizialmente alquanto impreciso. Le navi di Cunningham spararono ininterrottamente per una ventina di minuti, poi invertirono la rotta e procedettero verso ovest per compiere un secondo passaggio a una distanza più ridotta dalla costa: il Gloucester passò in testa alla linea di fila, seguito dalle corazzate in ordine inverso rispetto a prima, e il tiro risultò ora più preciso. L'artiglieria costiera italiana era rimasta silente durante il primo passaggio, perché le navi britanniche erano fuori portata e perché non voleva rivelare troppo presto la sua posizione; quando le navi britanniche invertirono la rotta e intrapresero il secondo passaggio, i cannoni da 190 mm del Regio Esercito aprirono il fuoco mirando alle vampe dei pezzi nemici, tiro a cui si unirono anche i cannoni dei cacciatorpediniere italiani in rada. Le corazzate britanniche continuavano a rimanere fuori tiro, e pur sparando all'impazzata i cannoni italiani causarono solo danni minimi al cacciatorpediniere Janus, raggiunto da alcune schegge di colpi esplosi nelle vicinanze.
Tra le 04:40 e le 04:45 le navi britanniche interruppero il tiro e si ritirarono verso nord-est; durante la fase di allontanamento la Valiant fece detonare una mina navale alla deriva, ma accusò solo leggeri danni e poté procedere senza altri intoppi. Alle 07:30 la squadra di Cunningham si ricongiunse alla forza di copertura di Pridham-Wippell, e la flotta riunita assunse quindi la rotta di rientro verso Alessandria procedendo verso est alla massima velocità possibile di 21 nodi, distaccando quattro cacciatorpediniere perché dirigessero a Malta. Nonostante i timori di Cunningham circa gli attacchi aerei, il viaggio di rientro della Mediterranean Fleet fu quasi senza contrasto, anche perché i ricognitori dell'Asse faticarono a individuare la posizione delle navi britanniche. Solo alle 10:30 del 22 aprile un ricognitore italiano riuscì a riguadagnare il contatto con le unità britanniche, e alle 18:00 tre bombardieri Junkers Ju 88 tedeschi tentarono di portarsi all'attacco: intercettati dai caccia Fulmar della Formidable, due apparecchi tedeschi vennero abbattuti e nessun danno fu inflitto alle navi di Cunningham. Senza essere ulteriormente disturbato, l'ammiraglio fece il suo ingresso ad Alessandria alle 10:30 del 23 aprile.

## Conseguenze

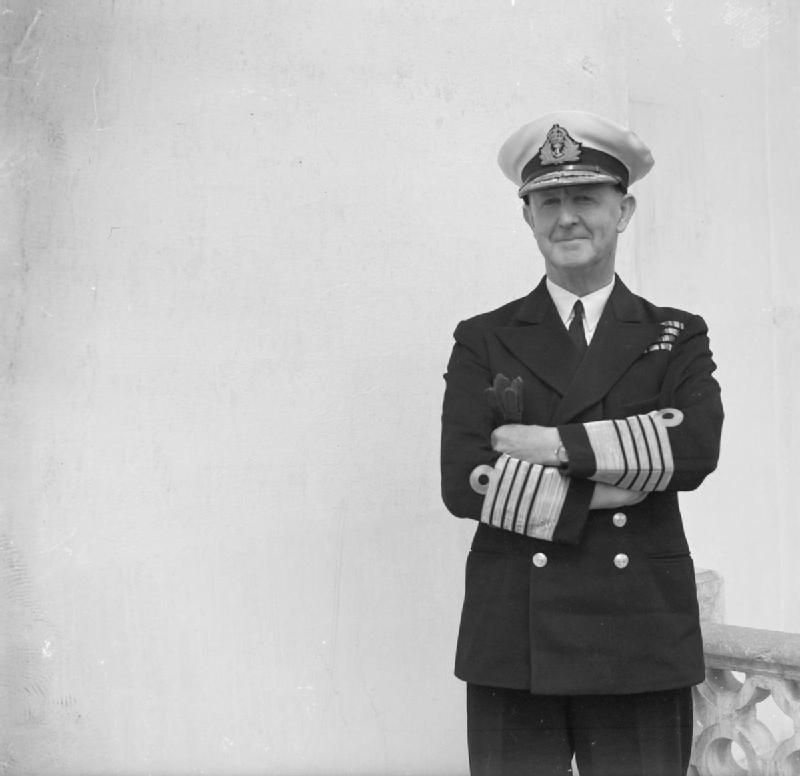
L'ammiraglio Cunningham, comandante della Mediterranean Fleet britannica

Nel corso dei circa 45 minuti di bombardamento, le navi di Cunningham avevano riversato su Tripoli 478 colpi dai cannoni principali da 381 mm delle corazzate e circa 1500 colpi dalle artiglierie di minor calibro, per un totale di circa 530 tonnellate di esplosivo complessive. Al termine dell'azione gli aerei da ricognizione britannici avevano segnalato numerosi danni inflitti al nemico, tra cui vari colpi arrivati sulle strutture e sui depositi di carburante del porto e cinque navi affondate in rada. Come segnalato anche da successive ricognizioni degli stessi britannici nei giorni seguenti, invece, il bombardamento aveva inflitto danni ben più contenuti. Due mercantili italiani, la motonave Assiria da 2704 tonnellate di stazza (in riparazione per danni subiti in precedenti attacchi aerei) e il piroscafo Marocchino da 1524 tonnellate erano stati affondati all'interno del porto, unitamente alla piccola motovedetta Cicconetti della Guardia di finanza e a una bettolina portuale. Danni non gravi, principalmente causati da schegge di colpi esplosi nelle vicinanze, furono accusati dalla torpediniera Partenope, dai cacciatorpediniere Aviere e Geniere, dai piroscafi Stabia e Duisburg e da alcune unità minori. Si contarono in tutto cinque morti tra il personale militare, di cui due tra l'equipaggio della Partenope e tre tra quello del Geniere, oltre a 21 feriti; il comandante della Partenope, capitano di corvetta Guglielmo Durantini, ucciso da una scheggia, fu insignito postumo della Medaglia d'argento al valor militare.
I danni inflitti alle strutture del porto furono alquanto modesti, e le operazioni portuali poterono riprendere solo poche ore dopo la fine del bombardamento; un convoglio di quattro mercantili giunto il giorno prima poté completare interamente le operazioni di scarico e quindi ripartire per l'Italia nel pomeriggio di quello stesso 21 aprile. Molti dei proiettili britannici avevano tuttavia sorvolato il porto finendo con il colpire la città alle sue spalle, causando danni gravi all'abitato di Tripoli; alcune fonti contarono circa 100 morti e 300 feriti tra la popolazione civile. L'entità dei danni fu in qualche modo mitigata dal fatto che molti dei colpi da 381 mm delle corazzate britanniche non esplosero all'impatto.
L'aver portato a termine l'azione senza perdere una sola nave fu motivo di forte stupore per Cunningham, il quale commentò che i britannici furono «incredibilmente fortunati o forse l'oggetto del favore divino». Il comandante della Mediterranean Fleet, comunque, era bene intenzionato a non sfidare ulteriormente la sorte, e nel suo rapporto all'Ammiragliato il 23 aprile mise bene in chiaro che non avrebbe più tentato simili azioni contro Tripoli; l'ammiraglio non mancò di polemizzare con l'Aviazione per non essersi assunta il compito di neutralizzare il porto, il che provocò il 24 aprile una risposta un po' risentita di Churchill a Cunningham. Churchill riconobbe tuttavia, successivamente, che l'Ammiragliato a Londra, su sua approvazione, aveva costretto Cunningham ad assumersi rischi eccessivi e non necessari ordinandogli questa azione contro Tripoli. I britannici rinunciarono quindi a tentare altre azioni dal mare contro i porti della Libia, tornando a dedicare la loro attenzione al contrasto in acque aperte dei convogli in arrivo dall'Italia; la situazione sul fronte terrestre andava intanto migliorando, con le truppe italo-tedesche bloccate nell'assedio di Tobruch mentre i britannici, riforniti di equipaggiamenti e mezzi corazzati grazie al riuscito arrivo in Egitto del convoglio Tiger ai primi di maggio, poterono riorganizzare le forze e preparare la controffensiva.